# Creu de terme d'Horta
La creu de terme d'Horta es troba al barri d'Horta de Barcelona i està catalogada com a bé cultural d'interès local. Va ser construïda el 1952 per l'arquitecte Adolf Florensa i l'escultor Joan Fontbernat, en substitució d'una anterior destruïda durant la Guerra Civil.

## Història i descripció

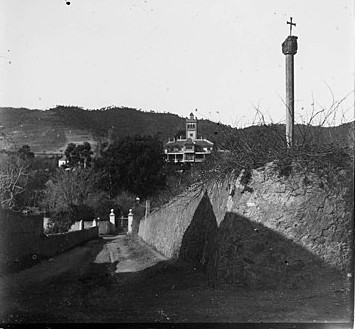
La creu el 1913

Horta va ser un dels antics municipis del pla de Barcelona fins al 1904, quan va ser agregat a Barcelona. La seva primera creu de terme era de ferro i estava situada a la part alta del carrer d'Horta, prop de l'entrada de can Marcet i va ser destruïda en la bullanga de 1835. Va ser substituïda per una de nova, que també va ser destruïda el juliol del 1936, a l'esclat de la Guerra Civil.
La creu actual, dissenyada per l'arquitecte municipal Adolf Florensa i situada al capdamunt del carrer de Campoamor, va ser inaugurada el 21 de setembre del 1952, tres mesos després de la clausura del XXXV Congrés Eucarístic Internacional, pel bisbe de Barcelona Gregorio Modrego, amb l'assistència del tinent d'alcalde Manuel Jaumar de Bofarull, el governador militar, el general Galvís, i el coronel Antonio Salgado en representació del governador civil. L'obertura de l'avinguda de l'Estatut de Catalunya, poc abans dels Jocs Olímpics de 1992, va obligar a desplaçar la creu uns metres. El 1999 va ser objecte d'un acte vandàlic, però poc després va ser restaurada.
D'inspiració medieval, es troba sobre una graderia vuitavada de tres esglaons, sobre la qual se situa una base prismàtica igualment octogonal, amb un plint i el fust de la columna també octogonals. El capitell conté un tambor amb quatre personatges separats per escuts heràldics i fulles d'acant: es tracta d'un bisbe, un rei —possiblement Pere IV d'Aragó, pel punyal que porta—, un falconer i sant Andreu, recognoscible per l'atribut del seu martiri, una creu en aspa. Finalment es troba la creu, que és llatina i flordelisada, decorada també amb fulles d'acant, i amb la representació de Crist crucificat en un costat i de la Mare de Déu en l'altre.